# Eclogita
L'eclogita és una roca metamòrfica poc comuna, massiva i dura, granada i poc foliada. És una roca màfica composta essencialment per omfacita (terme de la solució sòlida de la jadeïta, l'egirina i l'augita) i granat (solució sòlida d'almandina, pirop i grossulària), amb miques blanques i altres minerals secundaris com ara rútil i cianita. Accessòriament pot presentar els següents minerals: magnetita, ilmenita, epidota, amfíbol, olivina i quars; a vegades, tot i que no és freqüent, pot presentar diamants. Les eclogites es formen a grans pressions i altes temperatures. La plagiòclasi no és estable en el camp de les eclogites.

## Formació
Les eclogites es formen quan algunes roques volcàniques o metamòrfiques riques en minerals màfics es troben sotmeses a pressions extremadament elevades i temperatures moderades o relativament altes.
Alguns experiments de laboratori han revelat que les eclogites cristal·litzen des de magmes basàltics sota condicions de pressió molt elevades, característiques de les zones més profundes del mantell superior terrestre. Aquestes condicions es troben també en zones de subducció, és a dir, allà on l'escorça oceànica subdueix per sota d'un marge continental. Altres investigadors creuen que les eclogites són representatives de nombroses parts del mantell superior. A l'escorça terrestre, les eclogites solen trobar-se com a xenòlits en roques ígnies i com a blocs aïllats en roques metamòrfiques.
La formació de les eclogites pot resumir-se en la següent reacció química:
- 3CaAl₂Si₂O₈ + 2NaAlSi₃O₈ + 3Mg₂SiO₄ + nCaMgSi₂O₆ = 2NaAlSi2O6 + nCaMgSi₂O₆ + 3CaMg₂Al₂Si₃O₁₂ + 2SiO₂[4]

Aquesta reacció també pot expressar-se simplificada de la següent manera:
- Plagiòclasi (si unim les dues primeres fórmules obtenim labradorita) + olivina (forsterita) + diòpsid = omfacita (les dues primeres fórmules corresponen a la jadeïta i al diòpsid respectivament) + granat + quars

Les reaccions que es donen a la natura són molt més complexes i presenten molts més components, aquestes reaccions són simplificacions.

## Fàcies eclogita
L'eclogita és la roca tipus que dona nom a la fàcies metamòrfica de l'eclogita. La fàcies eclogita es caracteritza per pressions que poden sobrepassar els 1,2 GPa (pressions de 45 km de profunditat) i temperatures entre 400 i 500 graus centígrads. Si es té en compte que la temperatura augmenta uns 25 graus per cada quilòmetre cap a l'interior de la terra, les fàcies eclogita s'han de donar en llocs relativament més freds, com ara zones de subducció. Quan les roques sedimentàries metamorfitzen en zones de fàcies eclogita, formen esquists o gneissos en comptes d'eclogita, ja que la composició química i/o mineralògica inicial no permet la formació d'aquestes. Per tant, no totes les roques formades sota fàcies eclogita són eclogites, ni totes les eclogites han de formar-se sota aquestes condicions, ja que també n'hi ha que es formen sota fàcies d'amfibolita o esquists blaus.
La fàcies eclogita és una fàcies d'alta temperatura i la de més alta pressió. La fàcies eclogita pot presentar les següents associacions minerals:
- omfacita + granat ± cianita, quars, hornblenda, zoisita

En metagranodiorites:
- quars + fengita + jadeïta/omfacita + granat

En metapel·lites:
- fengita + granat + cianita + cloritoide (ric en Mg) + quars
- fengita + cianita + talc + quars ± jadeïta

## Classificació
Les eclogites poden classificar-se en tres grans grups: el grup A correspon a aquelles eclogites formades a partir d'intrusions basàltiques metamorfitzades sota condicions de fàcies amfibolita; el grup B correspon a inclusions o xenòlits procedents d'altes profunditats; el grup C correspon a aquelles eclogites formades en subduccions oceàniques. Les associacions minerals per a cada grup són:
- Grup A: quars, cianita i zoisita.
- Grup C: amfíbol, epidota i rútil (la cianita sol ser-hi absent).